# Венцы (Краснодарский край)
Венцы — посёлок в Гулькевичском районе Краснодарского края России. Административный центр сельского поселения Венцы-Заря.
Население — 3349 человек (2021).

## Географическое положение
Расположен в степной зоне левобережья Кубани, в 9 км восточнее города Гулькевичи.

## История
С конца XIX века в посёлке проживает одна из крупнейших в России община баптистов.

## Население
| 2002 | 2010  | 2021  |
| ---- | ----- | ----- |
| 4139 | ↘3891 | ↘3349 |

## Экономика
«Венцы-Заря сельскохозяйственный техникум» (Минсельхоз России). Сельхозпредприятия. Добыча песка и гравия.

## Достопримечательности

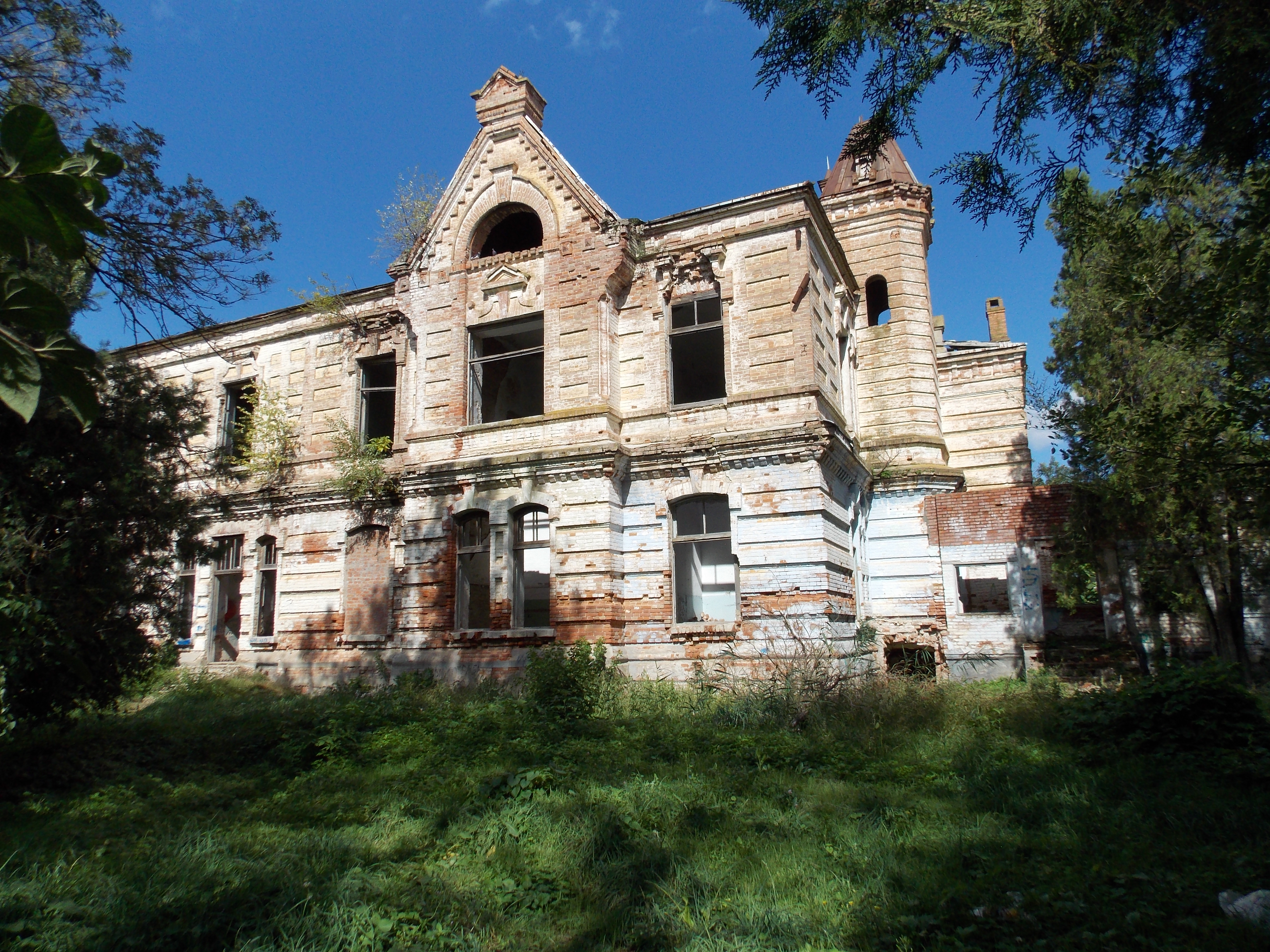
Вид на усадьбу Миснянко

- Помещичья усадьба Миснянко — памятник архитектуры (постройка 1908 года), находится в аварийном состоянии. Объект культурного наследия № 2331440000№ 2331440000

## Известные люди
- Горбатко, Виктор Васильевич — лётчик-космонавт. Его именем в Венцах названа школа.
- Скрипникова, Нина Васильевна — советский работник сельского хозяйства, Герой Социалистического Труда.
- Ткаченко, Игорь Валентинович — российский военный лётчик, командир группы «Русские витязи».